# Jo, Elvis Riboldi
Jo, Elvis Riboldi és una sèrie de televisió d'animació catalanofrancesa basada en les novel·les gràfiques infantils homònimes de Bono Bidari. És una comèdia produïda pels estudis catalans Peekaboo Animation, Insomne Estudi i Wuji House i per l'empresa francesa Watch Next Media, amb la participació de la Corporació Catalana de Mitjans Audiovisuals. Té 52 episodis d'onze minuts cadascun. Es va estrenar al Canal Super3 el 8 de gener del 2021 i s'ha venut a 130 territoris d'Europa, l'Orient Mitjà, Àfrica i l'Amèrica Llatina.

## Argument
L'Elvis Riboldi és un bon noi amb un gran cor i sense cap mena de malícia. És energètic, optimista, apassionat... està ple de vida! Però és massa energètic, massa optimista, massa apassionat, de manera que sovint les coses surten de mare. Així, l'Elvis es fica habitualment en problemes, no perquè ell els busqui, sinó perquè els problemes el busquen a ell. I cada vegada que l'Elvis prova d'enfrontar-se a un problema, el problema tendeix a fer-se més gros.

## Doblatge
| Personatge      | Veu en català     |
| --------------- | ----------------- |
| Elvis           | Nerea Alfonso     |
| Boris           | Àlex Molina       |
| Emma            | Berta Cortés      |
| Srta. Jennifer  | Aleix Estadella   |
| Leònides        | Àlex Messeguer    |
| Irlanda         | Ariadna de Guzmán |
| Lagunilla       | Lara Ullod        |
| Prof. Pinkerton | Santi Lorenz      |

### Llista d'episodis
| Núm. | Títol                                                 | Data d'estrena a Catalunya |
| --- | ----------------------------------------------------- | -------------------------- |
| 1 | «Jo, Elvis Riboldi, m'emancipo»                       | 8 de gener de 2021         |
| L'Elvis se'n va de casa per viure a la caseta de l'arbre amb el seu millor amic, en Boris. Però tots dos amics aviat se n'adonaran que viure junts no és fàcil, i la convivència porta discrepàncies! La cosa es complica quan els adults comencen a preguntar-se on són els nens. |                                                       |                            |
| 2 | «Jo, Elvis Riboldi, i els punys d'Icària»             | 8 de gener de 2021         |
| A l'Elvis no li agrada el nou company de classe, en Sunte Lee, un noi expert en arts marcials a qui l'Emma troba molt simpàtic. Per això, organitza un combat d'arts marcials entre ell i la senyoreta Jennifer, que té els seus propis plans de venjança. |                                                       |                            |
| 3 | «Jo, Elvis Riboldi, i el meu perfum»                  | 8 de gener de 2021         |
| Quan l'Elvis descobreix que no té una olor que el representi, decideix crear el seu propi perfum amb tot un munt de coses que a ell li agraden. El resultat no pot ser pitjor! I les conseqüències, imprevisibles, porten l'Elvis a unir-se a un grup de nens de classe molt especials. |                                                       |                            |
| 4 | «Jo, Elvis Riboldi, i els bandits peluts»             | 10 de gener de 2021        |
| L'Elvis porta en Geoffrey d'amagatotis a l'escola, però amb ell venen un grapat d'altres ossos rentadors, que no volen marxar! Quan es converteixen en una invasió, l'escola acaba fent venir un exterminador. Salvar els seus amics peluts serà la següent missió de l'Elvis i els seus amics. |                                                       |                            |
| 5 | «Jo, Elvis Riboldi, vaig d'acampada»                  | 10 de gener de 2021        |
| Una acampada d'allò més innocent es converteix en una aferrissada competició per aprovar la classe d'educació física. Els nostres protagonistes s'hauran d'enfrontar els uns als altres, però aviat s'adonaran que el que han de fer és unir forces per superar l'obstacle més gran de tots: la senyoreta Jennifer! |                                                       |                            |
| 6 | «Jo, Elvis Riboldi, i el nen prodigi»                 | 10 de gener de 2021        |
| L'intel·ligentíssim Boris se'n va a fer pràctiques a l'empresa d'un buscador d'internet d'alta tecnologia. Allà volen que en Boris formi part de l'empresa en el sentit més literal possible. I quan en Boris comença a comportar-se d'una manera molt estranya, l'Elvis i l'Emma es fan passar per genis per rescatar el seu amic abans no sigui massa tard. |                                                       |                            |
| 7 | «Jo, Elvis Riboldi, i els meus veïns, els Blood»      | 12 de gener de 2021        |
| L'Elvis veu uns veïns traslladant-se a la casa del costat en plena nit¿ Porten unes caixes sospitoses amb forma de taüt. De seguida es convenç que són vampirs. Troba moltes proves que ho corroboren, però ningú el creu! A sobre, en Boris es fa amic de la (suposada) nena vampir. Pot ser que la vida d'en Boris corri perill? |                                                       |                            |
| 8 | «Jo, Elvis Riboldi, S. A.»                            | 13 de gener de 2021        |
| Quan el professor Pinkerton es proposa convertir la bassa d'Icària en un camp de golf, l'Elvis i els seus amics munten una parada de llimonada amb la idea de guanyar diners per poder salvar les granotes. Començaran llavors una carrera de competència en què hauran d'enfrontar-se a en Lagunilla per aconseguir clients assedegats. |                                                       |                            |
| 9 | «Jo, Elvis Riboldi, i Emma Superstar»                 | 13 de gener de 2021        |
| Quan l'Elvis perd la seva estimada pilota a mans de l'Strimer, un representant sense escrúpols, l'Emma es converteix en una de les seves models de fama mundial en un pla per venjar-se'n. Per desgràcia per als nostres amics, les coses no sortiran exactament com ells esperaven. El món de la publicitat està ple de paranys! |                                                       |                            |
| 10 | «Jo, Elvis Riboldi, i la beguda miraculosa»           | 14 de gener de 2021        |
| El RE-TAW, una nova "beguda miraculosa" que s'anuncia per tot arreu, sembla tenir un efecte molt positiu a les vides de l'Elvis i els seus amics. Però tot es complica quan, fruit de la fama, se n'acaben les existències a tota la ciutat. Què faran sense poder-ne beure? |                                                       |                            |
| 11 | «Jo, Elvis Riboldi, i l'escola a casa»                | 14 de gener de 2021        |
| Quan l'Elvis crema sense voler la casa a la seva mestra amb el seu treball de ciències, la senyoreta Jennifer s'instal·la a casa dels Riboldi fins que trobi un altre lloc per viure, o fins que l'Elvis acabi cremat per l'estrès. |                                                       |                            |
| 12 | «Jo, Elvis Riboldi, i l'escola Pinkerton»             | 15 de gener de 2021        |
| El professor Pinkerton es converteix en el nou director de l'escola, que no pot pagar els deutes que té. Des de llavors, en Pinkerton no fa res més que afavorir el seu propi fill. L'Elvis i els seus amics intentaran retornar l'escola a la normalitat d'abans... amb un pla gens normal. |                                                       |                            |
| 13 | «Jo, Elvis Riboldi, i el dia repetit»                 | 15 de gener de 2021        |
| L'Elvis es queda atrapat en el temps i reviu el mateix dia una vegada i una altra. És la manera que té l'univers de jugar amb ell i obligar-lo a esmenar els seus errors? Pot ser que la resposta sigui encara més esbojarrada, com tot el que té a veure amb l'Elvis?! |                                                       |                            |
| 14 | «Jo, Elvis Riboldi, faig campanya»                    | 15 de gener de 2021        |
| En Boris i l'Emma es presenten per ser delegats de classe, i l'Elvis els fa de director de campanya. Tots plegats competiran contra en Lagunilla, però les discrepàncies internes aviat causen estralls i es preveu una derrota segura davant de l'imperi Pinkerton. Això, esclar, si l'Elvis no troba la manera d'evitar-ho! |                                                       |                            |
| 15 | «Jo, Elvis Riboldi, i el cas de la varicel·la»        | 18 de gener de 2021        |
| Quan un brot de varicel·la s'estén per Icària, la senyoreta Jennifer declara l'escola en quarantena. L'Elvis, en Boris i l'Emma volen fabricar una vacuna que retorni l'escola a la normalitat, però l'Elvis intervé i l'experiment acaba sortint malament! |                                                       |                            |
| 16 | «Jo, Elvis Riboldi, faig negocis»                     | 18 de gener de 2021        |
| L'Elvis vol estalviar diners per anar al concert del seu grup preferit. Per aquesta raó comença a treballar pel Professor Pinkerton, primer com a majordom i després com a consultor financer. Això a en Lagunilla no li fa cap gràcia, i tots dos s'hauran d'enfrontar a un conjunt de proves ideades pel professor Pinkerton: la batalla de negocis! |                                                       |                            |
| 17 | «Jo, Elvis Riboldi, i la senyoreta Jennibot»          | 19 de gener de 2021        |
| La senyoreta Jennifer està més estricta que mai, i l'Elvis la convenç perquè se'n vagi de vacances presentant-li la substituta definitiva: una versió robot d'ella mateixa! És igual d'estricta que la de veritat, però se'n pot regular el nivell de disciplina. Aviat, l'Elvis i els seus companys també es troben de vacances a l'escola, fins que el robot els curtcircuita la diversió.                                                                        |                                                       |                            |
| 18 | «Jo, Elvis Riboldi, i l'imitador de l'Elvis»          | 19 de gener de 2021        |
| L'Elvis s'encarrega d'ensenyar-li l'escola a un nou alumne, en Travis, que, cada vegada més, s'assemblarà a l'Elvis. Fins al punt que el mateix Elvis haurà de pensar un pla per desfer-se d'aquest personatge tan enganxifós! |                                                       |                            |
| 19 | «Jo, Elvis Riboldi, i el mico dels tres desitjos»     | 20 de gener de 2021        |
| El senyor Lugosi li regala a l'Elvis un mico amb tres caps que concedeix tres desitjos a qui el tingui. Al principi ningú creu que sigui de debò, però quan els desitjos comencen a fer-se realitat, el mico es converteix en l'objecte més desitjat... de tota la ciutat d'Icària! |                                                       |                            |
| 20 | «Jo, Elvis Riboldi, i l'avi Riboldi»                  | 20 de gener de 2021        |
| Quan l'Elvis convida l'avi Riboldi, un general jubilat de l'exèrcit, per sorpresa el Dia del Pare, al seu pare, en Leònides, no li fa cap gràcia. Així que l'Elvis se'ls emporta a un pícnic de pares i fills perquè es reconciliïn. Però el que comença com un joc aviat es convertirà en una lluita per la supervivència. |                                                       |                            |
| 21 | «Jo, Elvis Riboldi, superheroi»                       | 21 de gener de 2021        |
| Icària està en perill i l'Elvis decideix convertir-se en un superheroi, l'Èpic-man, i lluitar contra la seva nèmesi: en Destructificador. Ningú no coneix la identitat d'aquest dolent. Ajudat per en Boris i l'Emma, la missió primordial de l'Èpic-man serà desemmascarar-lo! |                                                       |                            |
| 22 | «Jo, Elvis Riboldi, i Murfi l'extraterrestre»         | 21 de gener de 2021        |
| En Murfi, un extraterrestre molt estrany però aparentment d'allò més inofensiu, estavella la seva nau a Icària. L'Elvis, en Boris i l'Emma el volen ajudar, però cap dels seus plans funciona. Finalment l'hauran de protegir dels veïns espantats, que el veuen com una amenaça. |                                                       |                            |
| 23 | «Jo, Elvis Riboldi, i la maledicció dels Blood»       | 22 de gener de 2021        |
| La maledicció vampírica de la Copèrnica s'interposa en la seva relació amb en Boris, de manera que l'Elvis decideix viatjar a Transsilvània per desfer-se de la maledicció i sorprendre així la dissortada parella. Tot surt extremadament malament. |                                                       |                            |
| 24 | «Jo, Elvis Riboldi, i el concurs de karaoke»          | 22 de gener de 2021        |
| Quan l'Elvis ja no pot aguantar més les cançons cursis dels seus pares per al concurs de karaoke, s'hi enfronta amb el seu estil propi de rock dur per convertir-se en el rei del karaoke d'Icària. Però la competició es posa tan difícil que amenaça amb trencar la família Riboldi. |                                                       |                            |
| 25 | «Jo, Elvis Riboldi, i la màquina del temps»           | 22 de gener de 2021        |
| En Leònides rep una visita inesperada del passat que li portarà molts maldecaps. L'Elvis, conscient del problema, l'intentarà ajudar amb una màquina del temps que ha construït en Boris. Aviat els nois se n'adonaran que jugar amb el temps és una arma perillosa que pot arribar a posar en qüestió la seva pròpia existència! |                                                       |                            |
| 26 | «Jo, Elvis Riboldi, i l'home equivocat»               | 25 de gener de 2021        |
| En una excursió a la comissaria d'Icària, l'Elvis es presenta voluntari per quedar-se dins d'una cel·la. Quan el deixen sol una estona, es fa amic d'un presoner amb pinta de dur anomenat Cliff Hanger¿ sense adonar-se que és un presoner. Prenent l'Elvis per un criminal perillós, en Cliff el convida a escapar-se amb ell. Un cop lliures, l'Elvis el convida a casa per presentar-li els seus pares i junts passegen per Icària, cometent crims sense voler! |                                                       |                            |
| 27 | «Jo, Elvis Riboldi, tinc cura de la casa»             | 25 de gener de 2021        |
| En Leònides té programat un viatge de negocis molt important, però la Irlanda està malalta. Tot i així, ella insisteix i en Leònides marxa. L'Elvis es queda a casa amb la missió de cuidar la seva mare durant el cap de setmana. Què pot sortir malament? |                                                       |                            |
| 28 | «Jo, Elvis Riboldi, soc el millor amic d'en Boris»    | 26 de gener de 2021        |
| A l'Elvis i en Boris els assignen nous companys de projecte. Tots dos aprendran a treballar separats mentre es troben a faltar l'un a l'altre. Bé, més aviat és l'Elvis qui troba tant a faltar en Boris que no pot suportar que un altre li faci ombra. L'Elvis farà tot el possible per recuperar la seva posició preferent! |                                                       |                            |
| 29 | «Jo, Elvis Riboldi, faig de Cupido»                   | 26 de gener de 2021        |
| La senyoreta Jennifer sembla trista per estar sola el dia de Sant Valentí. L'Elvis li buscarà una cita amb l'ajuda de l'Emma i en Boris. Després d'un sever càsting, el senyor Lugosi es postula com la millor opció. Però serà realment el tipus de parella que necessita la senyoreta Jennifer? |                                                       |                            |
| 30 | «Jo, Elvis Riboldi, i la triple amenaça»              | 27 de gener de 2021        |
| L'Elvis és segrestat per un trio de dolents venjatius, vells coneguts. Ell intenta convertir-los en bones persones perquè el deixin marxar, però l'únic que aconsegueix és que els malfactors s'enamorin de la seva saviesa ridícula i vulguin que formi part de la seva banda... per a sempre. |                                                       |                            |
| 31 | «Jo, Elvis Riboldi, carter»                           | 27 de gener de 2021        |
| És el dia de portar els fills a la feina, i l'Elvis acompanya la Irlanda a lliurar el correu. Després de tot un dia portant cartes, l'Elvis perd un paquet que fa sis anys que espera arribar al seu destinatari. Mare i fill hauran de començar una boja carrera d'obstacles per trobar el destinatari que viu al misteriós edifici amb una W a dalt. |                                                       |                            |
| 32 | «Jo, Elvis Riboldi, i Míster Mico»                    | 28 de gener de 2021        |
| Quan en Míster Mico, l'estimat ninot de peluix de l'Elvis quan era petit, cau sense voler a les mans d'un dissenyador de moda, l'Elvis i els seus amics s'han d'empescar un pla d'allò més complicat per recuperar-lo abans no es converteixi en una peça de la darrera creació del dissenyador. |                                                       |                            |
| 33 | «Jo, Elvis Riboldi, i la cabana vora el llac»         | 28 de gener de 2021        |
| L'Elvis i tot el grup d'amics van a la cabana del llac del senyor Lugosi per fer-li una festa sorpresa a l'Emma pel seu aniversari. Però quan arriben a la casa, en Lugosi no hi és, i tot d'una comencen a passar coses estranyes i paranormals... Pot ser que siguin en una casa encantada? |                                                       |                            |
| 34 | «Jo, Elvis Riboldi, al cinema»                        | 29 de gener de 2021        |
| Contracten en Leònides com a assessor tècnic de pastisseria en una pel·lícula protagonitzada per l'estrella d'acció preferida de l'Elvis. Quan l'Elvis es converteix en l'ajudant de l'actor, queda enlluernat i s'oblida del seu pare normal i corrent. Però les coses no són sempre el que semblen, i l'Elvis descobreix un heroi d'acció que mai s'hauria imaginat.                                                                                              |                                                       |                            |
| 35 | «Jo, Elvis Riboldi, i l'amnèsia de la Srta. Jennifer» | 29 de gener de 2021        |
| Després d'una de les desastroses calamitats de l'Elvis al gimnàs de l'escola, la senyoreta Jennifer perd la memòria. Mentre no recupera la identitat, l'Elvis proposa una idea arriscada: i si creen una senyoreta Jennifer millor? L'Elvis i els seus amics faran d'ella una persona més amable i agradable, i més mala mestra que mai. |                                                       |                            |
| 36 | «Jo, Elvis Riboldi, i l'assegurança Elvis»            | 29 de gener de 2021        |
| El professor Pinkerton té una idea: vendre assegurances a prova d'Elvis a la bona gent d'Icària! Conscients del risc que comporta l'Elvis, tothom comença a evitar-lo. A l'Elvis també se li acut una idea: viurà dins d'una bombolla de plàstic transparent. Però quan la seva idea funciona tan bé que la gent deixa de necessitar l'assegurança, en Pinkerton decideix intervenir... per crear el caos!                                                          |                                                       |                            |
| 37 | «Jo, Elvis Riboldi, i la tieta Florence»              | 1 de febrer de 2021        |
| En Lagunilla enreda l'Elvis perquè es faci passar per ell i vagi a passar el dia amb la pesada de la seva tieta Florence. Però, com no podia ser d'una altra manera, l'Elvis acaba ficant-se en un bon embolic, relacionat amb l'intent de robar la caixa forta de la mansió Pinkerton. |                                                       |                            |
| 38 | «Jo, Elvis Riboldi, home de família»                  | 1 de febrer de 2021        |
| A l'escola els nens s'emparellen per tenir cura d'un animal. L'Elvis i l'Emma decideixen encarregar-se d'un capgròs, però aviat s'adonen que és una granota goliat, que creix molt ràpid. Massa i tot! Ser nen no és sempre fàcil, però ara l'Elvis descobrirà que ser pare tampoc ho és pas. |                                                       |                            |
| 39 | «Jo, Elvis Riboldi, desmunto en Benny»                | 2 de febrer de 2021        |
| En Benny convida l'Elvis a una festa molt avorrida a casa seva, i l'Elvis anima el seu poruc company de classe a deixar-se anar una mica, però l'acaba convertit en un temerari imprudent i haurà de fer que torni a comportar-se amb mesura! |                                                       |                            |
| 40 | «Jo, Elvis Riboldi, i l'aventura amb la cangur»       | 2 de febrer de 2021        |
| Aquesta nit els pares de l'Elvis surten i el deixen amb una cangur adolescent. Però aquesta vegada no és l'Elvis qui dona problemes, sinó els amics de la cangur. I què passa quan l'Elvis ha de fer de cangur d'uns adolescents descontrolats? Aconseguirà fer-los marxar i que tot torni a la normalitat abans que arribin els pares? |                                                       |                            |
| 41 | «Jo, Elvis Riboldi, i un Halloween molt Elvis»        | 3 de febrer de 2021        |
| És Halloween i la senyoreta Jennifer posa com a deures un repte: a veure qui la pot espantar. L'Elvis té una idea esbojarrada per aconseguir-ho. Tan esbojarrada que, al final, s'acaba descontrolant... com sol ser habitual. Esteu preparats per viure un Halloween a l'estil Elvis Riboldi? |                                                       |                            |
| 42 | «Jo, Elvis Riboldi, soc un artista»                   | 3 de febrer de 2021        |
| La Jennifer creu que les pintures de l'Elvis a classe d'art són una porqueria. Però un crític queda molt impressionat per les obres salvatges de l'Elvis i les fa passar per seves! Indignada, l'Emma no pensa deixar que aquest home se surti amb la seva. Disfressats d'artistes moderns, l'Elvis i l'Emma entren sense permís en una exposició d'art per demostrar qui és el veritable artista!                                                                  |                                                       |                            |
| 43 | «Jo, Elvis Riboldi, em torno superllest»              | 4 de febrer de 2021        |
| L'Elvis ha d'aprovar un examen molt difícil per poder tenir vacances d'estiu. En Boris l'ajuda a estudiar, però no se'n surt. Com a alternativa, en Boris acaba creant el llestificador: unes ulleres que tornen superllest a qui les porta. Però quan l'Elvis les prova, l'ego li puja al cap i perd la noció del que està bé i està malament! |                                                       |                            |
| 44 | «Jo, Elvis Riboldi, porto l'anarquia a Icària»        | 4 de febrer de 2021        |
| Quan l'Elvis s'ha de quedar a casa a fer classes de recuperació mentre la seva família i amics se'n van de vacances, està trist i desolat. Però aviat aprèn a passar-s'ho bé a la ciutat buida, sense ningú que el controli... fins que l'Elvis acaba portant l'anarquia a Icària! |                                                       |                            |
| 45 | «Jo, Elvis Riboldi, animo la vida dels pares»         | 5 de febrer de 2021        |
| L'Elvis creu que els seus pares estan aturats en la rutina, i tem que el problema es faci cada vegada més gros. Per això intentarà que s'ho tornin a passar bé junts. L'Elvis comença a investigar què els agrada fer a les parelles i porta a la pràctica diferents tècniques... amb un èxit relatiu! |                                                       |                            |
| 46 | «Jo, Elvis Riboldi, i la ruïna dels Pinkerton»        | 5 de febrer de 2021        |
| L'Elvis provoca un accident que no només destrueix la mansió Pinkerton i deixa el professor Pinkerton i en Lagunilla sense casa i sense un cèntim. De resultes d'això, el professor Pinkerton té una crisi nerviosa i se'n va a viure una vida salvatge a la natura. En Lagunilla es trasllada a casa l'Elvis, amb qui provarà de viure com un nen "normal". |                                                       |                            |
| 47 | «Jo, Elvis Riboldi, contra la pubertat»               | 5 de febrer de 2021        |
| La senyoreta Jennifer explica a classe què és la pubertat. Poc després, l'Emma comença a partir-ne els símptomes. L'Elvis s'espanta: si l'Emma creix i ell no, deixaran de ser amics! Automàticament comença a pensar un pla per equilibrar la situació. |                                                       |                            |
| 48 | «Jo, Elvis Riboldi, i el videojoc»                    | 8 de febrer de 2021        |
| Hi ha un videojoc nou que permet recrear Icària com un vulgui. L'Elvis i en Boris juguen per divertir-se, però l'Emma hi crea la utopia ecològica dels seus somnis i no vol sortir-ne. L'Elvis i en Boris hauran d'entrar al joc per salvar la seva amiga i fer-la tornar al món real... abans no sigui massa tard. |                                                       |                            |
| 49 | «Jo, Elvis Riboldi, i un Nadal molt Elvis»            | 25 de febrer de 2021       |
| Han arribat les vacances d'hivern! Però hi ha tres nens d'Icària que necessiten ajuda. Per sort, l'Elvis nadalenc apareix amb un gran somriure, una idea esbojarrada i un resultat desastrós. Contempleu aquest espectacle i celebreu aquests tres petits relats nadalencs amb nosaltres. Tres històries en vers i interconnectades per la presència màgica de l'Elvis.                                                                                             |                                                       |                            |
| 50 | «Jo, Elvis Riboldi, detectiu de mascotes»             | 8 de febrer de 2021        |
| Quan tots els animals del concurs de mascotes d'Icària comencen a desaparèixer, l'Elvis es converteix en detectiu per desemmascarar el culpable i trobar els animals desapareguts abans no sigui massa tard. Però el culpable potser és més a prop del que es pensa. |                                                       |                            |
| 51 | «Jo, Elvis Riboldi, i l'anuari»                       | 9 de febrer de 2021        |
| Any rere any, l'Elvis mai ha aconseguit tenir una bona foto a l'anuari. Aquesta vegada ho té molt car: no es rendirà fins a aconseguir-ho. Però el seu dia comença a complicar-se, i, com si fos una maledicció, no paren de sortir-li entrebancs pel camí! |                                                       |                            |
| 52 | «Jo, Elvis Riboldi, i l'Emma se'n va!»                | 9 de febrer de 2021        |
| La mare de l'Emma ha aconseguit una nova feina fora d'Icària i han de marxar de la ciutat. Per primera vegada a la vida, l'Elvis no sap què fer. Desesperat, intenta aprofitar tot el temps que li queda amb l'Emma, en una carrera esbojarrada contra el temps. |                                                       |                            |

## Producció
La sèrie està basada en la col·lecció infantil de novel·les gràfiques Jo, Elvis Riboldi editada per La Galera i escrita i dibuixada per Bono Bidari, grup format per Jaume Copons, Daniel Cerdà, Ramon Cabrera i Òscar Julve. La producció va començar el 2017 i va durar tres anys. La productora catalana Peekaboo Animation va centralitzar el procés de producció i distribució i es va fer càrrec de la direcció i de l'edició dels guions. Insomne Estudi va assumir la direcció d'animació, la composició i l'edició, i Wuji House es va encarregar de la direcció artística i de l'adaptació de les il·lustracions originals dels llibres. La francesa Watch Next Media va intervenir en les tasques d'escriptura i en la coordinació financera i de producció, i en la creació dels storyboards en moviment.
L'estrena de la sèrie va ser internacional a partir del 2020. El mes de maig es va començar a emetre als canals de Cartoon Network de Turquia i de l'Àfrica, i a partir del juny a l'Amèrica Llatina.